# Církvice (Kolín)
Církvice è un comune della Repubblica Ceca facente parte del distretto di Kolín, in Boemia Centrale.